# ロブ・ウィツヘ
- ロブ・ビチュヘ
- ロブ・ヴィチュヘ

ロブ・ウィツヘ（Rob Witschge、1966年8月22日 - ）は、オランダ・アムステルダム出身の元同国代表サッカー選手。元サッカー指導者。

## 経歴
1985年にアヤックスからプロデビューを果たし、1987年のUEFAカップウィナーズカップを制覇。弟のリチャードと共に中心選手として活躍した。ASサンテティエンヌで1シーズンプレーした後に帰国し、アヤックスのライバルチームであるフェイエノールトに加入。5シーズンプレーし、KNVBカップを4度制覇。1992-93年にはチームを9シーズンぶりのリーグ優勝へと導いた。UEFA欧州選手権1992予選から代表に定着し、左サイドのミッドフィールダーとしてプレーした。1999年の引退後は、オランダ北部のクラブHFCハールレムでアシスタントコーチを務めた後、2004年からマルコ・ファン・バステンのアシスタントとしてオランダ代表のコーチを4年間に渡って務めた。
正確な左足のキック、ロングフィードが持ち味で、弟のリチャード同様に直接フリーキックを得意としていた。リチャードとはアヤックス時代に3シーズン同じクラブでプレーしたが、以降、クラブ・代表においても縁がなく、主要大会でウィツヘ兄弟が一緒にプレーすることはなかった。